# ملح وسكر (مسلسل)
ملح وسكر مسلسل كوميدي سورية بطولة دريد لحام ونهاد قلعي وبالاشتراك مع ياسين بقوش وناجي جبر ونجاح حفيظ، وعبد اللطيف فتحي وصباح الجزائري وغيرهم. وهو من إخراج خلدون المالح. وهو استمرار للجزء الأول من مسلسل صح النوم، وتدور الأحداث في سجن حارة (كل مين إيدو أُلو)، ولا تخلو الحلقات من النقد الاجتماعي البنّاء بقالب كوميدي. هذا ويتضمن المسلسل عدداً من الأغنيات الجميلة.

## الشخصيات والممثلون
- دريد لحام: بدور غوار الطوشة.
- نهاد قلعي: بدور حسني البورظان وهو الأستاذ.
- ياسين بقوش: بدور ياسين -زوج فطوم-.
- ناجي جبر: بدور أبو عنتر.
- نجاح حفيظ: بدور فطوم.
- عبد اللطيف فتحي: بدور أبو كلبشة مدير المخفر.
- صباح الجزائري: بدور المرشدة الاجتماعية.

## الأغاني
- يامو يا ست الحبايب يامو (دريد لحام).
- أغنية لو لو لوو (دريد لحام)
- البندا (دريد لحام)
- عالمايه (ذياب مشهور والمجموعة)
- يا بو رديّن (ذياب مشهور والمجموعة)
- يا صبحة (موفق بهجت)
- أنا هويتك (فهد بلان)
- تـك تـك تـك (طروب)
- طيّرت العصفور (طروب).

## الحلقات
الحلقة الأولى: تدور الأحداث داخل السجن، حيث تزور المرشدة الاجتماعية (صباح الجزائري) السجن للبحث عن سبب جنوح المساجين. ويغني (ذياب مشهور) أغنية (عالمايا) ويتذكر غوار الطوشة (دريد لحام) أمه ويشتاق للحياة خارج السجن ويغني الأغنية (لو لو لوو).
الحلقة الثانية: تظهر بعض المشاكل بين فطوم وزوجها ياسين ويحاول حسني البورظان حلها. ويحاول بدري أبو كلبشة السماح لغوار الطوشة الهروب من السجن لافتعال المشاكل في الحارة للحيلولة دون استقالته لكن غوار لم يهرب. يخرج أبو عنتر من السجن ولكنه يرجع بعد يوم واحد بعد أن يضرب (أبو قاسم بائع الخيار).
الحلقة الثالثة: يحتفل المساجين بعيد الأم وذلك بالقيام بعدة عروض على المسرح مثل (الأم) ويقوم بالدور غوار وأبو عنتر ويقودها حسني البورظان ويقوموا بغناء بعض الأغاني الجميلة مثل (يامو)، ويغني ذياب مشهور الأغنية الجميلة (يا أبو ردين).
الحلقة الرابعة: يقدم حسني البورظان مسابقة في التلفزيون ويشترك في المسابقة مجموعة أشخاص هم أبو كاسم وأبو عنتر وغوار، وتغني طروب أغنيتين (تك تك) و (يا ويلي طيرت العصفور)، وبعد المسابقة يبحث غوار عن عمل له لكن الجميع يرفضه لأنه خارج من السجن، ثم يقوم بتزوير شهادة (لا حكم عليه) وتقبض عليه الشرطة وتحبسه مرة أخرى.